# الاتصالات السلكية واللاسلكية في أوروغواي
الاتصالات السلكية واللاسلكية في الاوروغواي وتشمل الاتصالات السلكية واللاسلكية في أوروغواي الإذاعة والتلفزيون والهواتف والإنترنت.

## الإذاعة والتلفزيون
إن أوروغواي لديها خليط من وسائل الإعلام الإذاعية المملوكة للقطاع الخاص والتي تديرها الدولة؛ وأكثر من 100 محطة إذاعية تجارية وحوالي 20 قناة تلفزيونية. تلفزيون الكابل متوفر بسهولة. لقد تبنت اوروغواي معيار HDTV الياباني/البرازيلي الهجين في ديسمبر 2010.
- إشارة النداء الدولية الأولية لمحطات الإذاعة والتلفزيون: CV ، CW ، و CX[ بحاجة لمصدر ] [الاستشهاد المطلوب]

## الهواتف
- الخطوط البرية: خطوط 1,059,309 مستخدمة، تعادل خطوط 0,32 للفرد الواحد (يونيو/حزيران 2014). خطوط الهاتف المحمول: خطوط 5,358,325 المستخدمة، بما يعادل خطوط 1,59 للفرد الواحد (يونيو/حزيران 2014).
- النظام المحلي: مرافق رقمية بالكامل، ومعظم المرافق الحديثة تتركز في مونتيفيديو؛
- شبكة البث اللاسلكي بالموجات الدقيقة على الصعيد الوطني. الاتصال بالرمز 598.
- أنظمة الكابلات المغمورة: UNISUR نظام الكابلات المغمورة يوفر الاتصال المباشر بالبرازيل والأرجنتين.
- المحطات الأرضية للأقمار الصناعية: اثنان، إنتلسات (المحيط الأطلسي).[3]

## إنترنت
- مستخدمو الإنترنت: 1.405 مليون (2012). [ا[ بحاجة لمصدر ]لاست[ بحاجة لمصدر ]شهاد مطلوب] استضافة الإنترنت: 1.036 مليون (2009). [الاستشهاد مطلوب] متوسط سرعة الارتباط (Q4 2016): 8.2 Mbit/s (المتوسط العالمي = 7.0 Mbit/s) المجال الأعلى مستوى: uy

في أوروغواي، يمكن للمرء الوصول إلى الإنترنت بشكل رئيسي باستخدام ما يلي:
- وخدمات FTTH ، التي تقدمها الشركة المملوكة للدولة (ANTEL)، والتي تغطي أغلب مونتيفيديو؛ وبقية أهم مدن المقاطعات الـ 19. خدمات ADSL ، التي تقدمها الشركة المملوكة للدولة (ANTEL). 4G LTE خدمة مع اتصالات عالية السرعة، حوالي 20 Mbit/s ، تقدم من قبل جميع شركات الهاتف المحمول. 3G الإنترنت المحمول، التي تقدمها جميع شركات الهاتف المحمول. ISP اللاسلكية، التي لديها ميل إلى أن تكون أكثر تكلفة بسبب ارتفاع الضرائب وتكاليف ترخيص الطيف اللاسلكي. تم إطلاق ويماكس من قبل ديديكادو في عام 2012. وتوفر خدمات الوي فاي في مراكز التسوق وخطوط الحافلات ومعظم الأعمال التجارية.[4]

### الألياف البصرية إلى المنازل
وفي نوفمبر/تشرين الثاني 2010، أعلنت ANTEL أنها سوف تبدأ في نشر الألياف إلى المنزل في النصف الثاني من عام 2011. اعتبارا من سبتمبر 2017، 49 ٪ من المنازل مع الوصول إلى الإنترنت تفعل ذلك عن طريق FTTH.
اعتبارا من يناير 2019 تقدم انتل الألياف التالية لخطط المنزل:
- هوغار باسيكو: حتى 60 ميجايت/ثانية إلى أسفل و10 ميجايت/ثانية إلى أعلى لمدة 1105 UYU (34 دولاراً أميركياً). بعد 350 GB من استهلاك البيانات الشهرية انخفض إلى 3 Mbit/s إلى أسفل و 512 kbit/s إلى أعلى. هوغار زائد: ما يصل إلى 120 Mbit/s إلى أسفل و12 Mbit/s إلى 470 1 UYU (45 دولار أميركي). بعد 500 جيجا بايت من سرعة استهلاك البيانات الشهرية انخفضت إلى 6 Mbit/s إلى أسفل و 1 Mbit/s إلى أعلى. علاوة هوغار: ما يصل إلى 240 ميجايت/ثانية إلى أسفل و24 ميجايت/ثانية إلى 2,100 UYU (65 دولار أميركي). بعد 700 جيغاغرام من سرعة استهلاك البيانات الشهرية انخفضت إلى 12 ميغابت/ثانية إلى أسفل و 1 ميغابت/ثانية إلى أعلى. الواقع أن ما يصل إلى 300 ميغابت/ثانية إلى أسفل و30 ميغابت/ثانية إلى 2500 UYU (77 دولاراً أميركياً). بعد 1000 جيجا باسكال من سرعة استهلاك البيانات الشهرية انخفضت إلى 12 ميجا بايت/ثانية إلى أسفل و 1 ميجا باسكال/ثانية.

جميع خطط المستهلك المنزلي توفر عنوان IP ديناميكي فقط.
وهناك أيضاً خطط عمل متاحة مع عدم وجود حد شهري لاستهلاك البيانات توفر عناوين ثابتة للملكية الفكرية.

### ADSL
ANTEL هو مقدم خدمات الإنترنت الوحيد الذي يقدم خدمة ADSL لأنه يتمتع باحتكار في مجال الهاتف الأساسي. ويستخدم مقدمو خدمات الإنترنت الآخرون تكنولوجيات أخرى، مثل الراديو، للوصول إلى الزبائن.
وفيما يلي الخطط التي تم تسويقها لمستخدمي المنازل من قبل انتيل اعتبارا من مايو 2018. جميع الخطط تتطلب وجود خدمة الهاتف الصوتي المقابلة مع انتيل. وتشمل جميع الأسعار ضريبة القيمة المضافة.

### خطط بيانات المستهلك
- إن شبكة الإنترنت باسيكو: 3 072 كيلوبايت/ثانية إلى أسفل 512 كيلوبايت/ثانية إلى 955 UYU (31 دولاراً أميركياً) شهرياً. بعد 350Gb من سرعة استهلاك البيانات انخفضت إلى 2 048 كيلو بايت/ثانية إلى أسفل و 512 كيلو بايت/ثانية إلى أعلى. الإنترنت بلس: 5 120 كيلو بايت/ثانية إلى أسفل و 512 كيلو بايت/ثانية إلى 1 265 UYU (41 دولاراً أميركياً) شهرياً. بعد 500Gb من سرعة استهلاك البيانات انخفضت إلى 2 048 كيلو بايت/ثانية إلى أسفل و 512 كيلو بايت/ثانية إلى أعلى. علاوة الإنترنت: 10 240 كيلو بايت/ثانية إلى أسفل و 512 كيلو بايت/ثانية إلى 1 700 UYU (55 دولاراً أميركياً) شهرياً. بعد 700Gb من سرعة استهلاك البيانات انخفضت إلى 8 192 كيلو بايت/ثانية إلى أسفل و 512 كيلو بايت/ثانية إلى أعلى. توفر جميع خطط المستهلكين عنوانا ديناميا للملكية الفكرية.

### لاسلكي ثابت
ومعظم الأراضي في أوروغواي بعيدة كل البعد عن المدن إلى الحد الذي يجعل الوصول إلى الإنترنت سلكيا. وبالنسبة للزبائن في هذه المناطق الريفية والمنخفضة الكثافة في الضواحي، توفر ISP اللاسلكية الثابتة خدمة. كما وفرت خدمة الإنترنت اللاسلكية لمستخدمي الإنترنت في المدينة درجة من الاختيار في بلد حيث لم يسمح للشركات الخاصة بتقديم بدائل سلكية (على سبيل المثال، شبكة الإنترنت التلفزيونية عبر الكابل، والألياف إلى المنزل) لخدمة ADSL التي تديرها الدولة.
ديكادو هو مزود خدمة لاسلكي محلي. وقد ظهرت قبل أو تقريبا في نفس الوقت الذي ظهرت فيه أنتيلداتا (حوالي عام 1999)، ولكن بما أن ADSL لم يكن متاحا في نفس الوقت في كل حي، فإن ديكادو كان يتمتع بأغلبية وصلات الإنترنت الدائمة. اعتبارا من نوفمبر 2007، ADSL متوفرة في كل حي في مونتيفيديو، وفي معظم المدن الأخرى، وفقدت ديديكادو حصة كبيرة في السوق، وذلك بسبب كونها أكثر تكلفة وتقديم خدمة سيئة لمستخدميها. بدأوا حملة إعلانية كبيرة، لكنهم لم يعروا اهتماماً للتفاصيل التقنية المتعلقة بعدد مستخدميهم، واعتبارا من عام 2012، ويبدو أن المسائل المتعلقة بنوعية خدماتها تسير في الاتجاه الصحيح، ولكن المسائل المتعلقة بتسعيرها لا تزال مستمرة خاصة في السوق الريفية حيث لا توجد لديها منافسة ذات مصداقية وقد زادت أسعارها باطراد. ديديكادو كان يشغل في الأصل إريكسون معدات لاسلكية ثابتة ثم انتقل في وقت لاحق إلى Motorola كانوبي وتكنولوجيا كامبيوم. في عام 2005، بدأوا بنشر خدمات WiMAX. ومع ذلك، اعتبارا من مايو 2010، لم يتم عرض الخدمة أو الإعلان عنها بعد. هناك ISP لاسلكية أخرى، ولكن ديكادو هو الرئيسي.
تُعَد تلميكس دخلاً آخر في الفضاء اللاسلكي الثابت في أوروجواي. واعتباراً من أوائل عام 2012، كانت هذه الشركات لا تزال لاعباً مؤقتاً، مع تغطية محدودة للبلاد وبعض أوجه القصور التقنية (على سبيل المثال، عدم وجود اتصال سكايب). [الحاجة إلى الاستشهاد][بحاجة لمصدر]
في فبراير 2012، أعلنت إنتل عن دفعة لتوفير خدمة الإنترنت اللاسلكية الثابتة للعملاء الريفيين باستخدام شبكتهم الخلوية 3G. اعتبارا من نوفمبر 2012، كان يتم تقديم الخدمة بنشاط لزبائن الشركة خدمة الهاتف اللاسلكي الثابت Ruralcel. ويحصل الزبائن الذين يوقعون على المعدات (زد تي MF612/MF32 أو هواوي B660 3G) وخدمة الإنترنت الشهرية مجاناً. وفي حين أن الشبكة والموجه قادران على دعم خدمة Mbit/s المتعددة، فإن العرض المجاني يتم رفعه مرة أخرى إلى 256 كيلو بايت أسفل/64 كيلو بايت لتحميل السرعات وحصره عند 1 جيجا بايت من نقل البيانات الشهرية (باستثناء عدد صغير من الزبائن الذين نجدوا من خدمة سابقة). وبمجرد الوصول إلى الحد الأقصى للبيانات، يتعين على الزبون إعادة شحن الخدمة باستخدام بطاقة مدفوعة سلفا بمعدل 10 دولارات من دولارات الولايات المتحدة تقريبا. وهناك خطة فواتير شهرية بديلة تقدم 2 ميجا بايت/ثانية إلى أدنى و512 ميجا بايت/ثانية إلى أعلى مع سقف بيانات 5 جيجا بايت بقيمة 15 دولاراً أميركياً، بالإضافة إلى 10 دولارات أميركية لكل جيجا بايت إضافية (حتى 5 جيجا بايت). لا توجد خطة بيانات غير محدودة، مما يحد من قدرة هذه التكنولوجيا على المنافسة في الفضاء اللاسلكي الثابت غير السكني ضد البائعين مثل ديديكادو.

### لاسلكي متنقل
وربما يكون الوصول إلى الإنترنت عن طريق شبكات الهاتف الخلوي أكثر أسواق الإنترنت حيوية وتنافسية في أوروغواي. كل شركات الهاتف الخلوي في أوروجواي (أنتيل، كلارو، موفيستار) تقدم خطط بيانات لمستخدميها للهواتف الذكية فضلاً عن مودم USB للحواسيب الشخصية. حتى أن Ancel/Antel تقدم حزمة من الوصول إلى الإنترنت الخلوي و ADSL ، وهي تركيبة غير عادية ولكن يمكن أن تكون جذابة لمستخدمي ADSL المنزليين الذين يرغبون أيضا في الوصول إلى الإنترنت عند الذهاب. إن السرعات التي تقدمها كل الشركات في مناطق تغطيتها تظل تزداد سرعة، كما أن مناطق التغطية تستمر في التوسع (اعتباراً من عام 2012، ربما كان أنسيل لا يزال لديه الحافة في% من أراضي البلاد المغطاة). وينتقل البائعون من 3G إلى 4G ، بدءا من المنطقة المحيطة بمونتفيديو. ومن وجهة نظر المستهلك، فإن الاتجاه المثبط الوحيد في هذه السوق هو اعتماد جميع البائعين لحدود قصوى لحجم البيانات. واعتباراً من أغسطس/آب 2012، لم يقدم أي موقع للبائعين على شبكة الإنترنت خطة غير محدودة لبيانات الإنترنت المتنقلة (الأقرب كانت خطة «غير محدودة خلال الليالي وعطلات نهاية الأسبوع» من كلارو). وهذا يعني أنه من غير المرجح أن تبيع هذه العروض في سوق الإنترنت اللاسلكية الثابتة حيث تميل خطط البيانات غير المحدودة إلى أن تكون هي القاعدة.

### مزود خدمات الإنترنت
مقدمو خدمة الإنترنت الرئيسيون (ISPs) في أوروغواي هم: 
- ANTEL (http://www.antel.com.uy)
- كلارو (http://www.claro.com.uy)
- Dedicado (http://www.dedicado.com.uy)
- Movistar (http://www.movistar.com.uy)

### كابل إنترنت
وعلى الرغم من وجود شبكة كابل متطورة بالكامل في جميع المدن المتوسطة والكبيرة الحجم، لا يوجد أي اتصال بالإنترنت من خلال أنظمة تلفزيون الكابل في أوروغواي لأن الجهات التنظيمية الحكومية عارضتها بشدة. وكوبا هي البلد الآخر الوحيد في الأمريكتين الذي يفتقد هذا العنصر من النظام الإيكولوجي للوصول إلى الإنترنت.

### الرقابة على الإنترنت والاشراف
ولا توجد قيود حكومية على الوصول إلى الإنترنت أو استخدامها أو تقارير موثوق بها تفيد بأن الحكومة تراقب البريد الإلكتروني أو غرف الدردشة على الإنترنت دون إشراف قضائي.
وينص قانون أوروغواي على حرية التعبير والصحافة، وتحترم الحكومة عموماً هذه الحقوق في الممارسة العملية. وتجتمع صحافة مستقلة، وقضاء فعال، ونظام سياسي ديمقراطي فعال لضمان هذه الحقوق. ويحظر القانون أيضا التدخل التعسفي في الخصوصية أو الأسرة أو المنزل أو المراسلات، وتحترم الحكومة عموما هذه المحظورات في الممارسة العملية.
في أغسطس 2016 صرح رئيس URSEC (الوكالة الحكومية أوروغوايانية المكافئة للجنة التنسيق المالي في الولايات المتحدة) أن وكالته كانت في موقع الحكومة ودعوته إلى منع عنوان الملكية الفكرية لخوادم أوبر للحفاظ على تطبيقها من العمل في أوروغواي. وإذا تم ذلك، فإن ذلك سيشكل المثال الأول والوحيد المعروف على أسلوب جدار الحماية العظيم الذي يحجب الرقابة على نظام الملكية الفكرية في أوروغواي. وذكر في نفس المقابلة أن واتساب «يحوّل حدود الاتصالات». في يوليو 2017 ذكر المدير الفرعي للاقتصاد في أوروغواي أن الحكومة تفكر في «حجب الإشارات» لمواقع الألعاب على الإنترنت، والتي قد تشير على ما يبدو إلى نوع من الرقابة القائمة على الملكية الفكرية.
في نيسان/أبريل 2018، أمرت محكمة أوروغواي جميع ISP أوروغواي لمنع مستخدميها من الوصول إلى محتوى مواقع محددة تبث الأحداث الرياضية من قبل شركة فوكس الرياضية في أمريكا اللاتينية. وهذه سابقة رئيسية تختلف اختلافاً كبيراً عن فرض القرصنة في بلدان العالم الأول مثل الولايات المتحدة، والتي تركز على الاستيلاء على المواقع ذاتها ولا تمارس رقابة قائمة على الملكية الفكرية. وأعلن ناطق باسم فوكس أن الشبكة ستحاول استخدام السابقة للحصول على قرارات مماثلة في بلدان أمريكا اللاتينية الأخرى.
في نوفمبر 2016، شرعت وزارة الداخلية أوروغوايانية في اتخاذ إجراءات قانونية ضد موقع على فيسبوك وتويتر (chorros _ uy) الذي يبلغ عن نشاط إجرامي في جميع أنحاء أوروغواي، مدعية أنه «يثير إنذارا عاما». وانتقدت جمعية الصحافة الأمريكية بسرعة محاولة الوزارة فرض رقابة على الموقع واعتبرته «مخالفا لقواعد الديمقراطية».
واعتباراً من عام 2017، يجري استخدام جناح برمجيات للمراقبة، يسمى «غوارديان»، قادر على تجسس حركة الإنترنت، وحسابات البريد الإلكتروني، والشبكات الاجتماعية، والمكالمات الهاتفية، دون الحصول على إذن مناسب من السلطة القضائية.

## روابط خارجية
- URSEC ، Unidad Reguladora de Servicios de Comunicaciones (وحدة الخدمات التنظيمية للاتصالات) (بالإسبانية) .
- UY NIC ، Regostro de Dominios UY (مسجل النطاقات لـ UY) (بالإسبانية) .
- دليل لمدونات أوروغواي